# Dragočevo
Dragočevo (cyr. Драгочево) – wieś w Serbii, w okręgu raskim, w mieście Novi Pazar. W 2011 roku liczyła 86 mieszkańców.